# París-Roubaix 2017
La 115.ª edición de la clásica ciclista París-Roubaix, se celebró en Francia el 9 de abril de 2017 sobre un recorrido de 257 km entre la ciudad francesa de Compiègne y el municipio de Roubaix. 
La carrera formó parte del UCI WorldTour 2017, calendario ciclístico de máximo nivel mundial, siendo la decimoquinta carrera de dicho circuito. 
La carrera fue ganada por el corredor belga Greg Van Avermaet del equipo BMC Racing, en segundo lugar Zdeněk Štybar (Quick-Step Floors) y en tercer lugar Sebastian Langeveld (Cannondale-Drapac).

## Recorrido
La París-Roubaix dispuso de un recorrido total de 257 kilómetros con 29 tramos de pavé, esta carrera forma parte del calendario de clásicas de adoquines, siendo la última y más legendaria carrera que se disputa en clásicas de pavé, antes de iniciar la primavera con las clásica de las Ardenas.
El recorrido de la edición 2017 es un poco diferente en comparación con la edición 2016. Es casi tan largo como el año pasado con un total de 257 km, pero esta vez incluyendo más de 2 km de áreas nuevas de pavé, alcanzando una longitud total de 55 km distribuidos en veintinueve secciones. El detalle más notable en el recorrido es la adición del sector de Saint-Python, pero adicionando por sorpresa los sectores de Viesly à Briastre y el viejo sector de Briastre à Solesmes que no había estado en la ruta durante treinta años.
A pesar de su nombre, la carrera no empieza en la ciudad de París, pero en esta edición se da comienzo en la ciudad de Compiègne, a unos 80 kilómetros al norte de París, y se mueve hacia el norte para finalizar en Roubaix. La dificultad principal es los veintinueve secciones adoquinadas que están dispuestos sobre una distancia total de 55 kilómetros. Los organizadores de la carrera atribuyen a estas zonas un nivel de dificultad, las tres áreas más difíciles se clasifican como de cinco estrellas, mientras que sólo un sector se clasifica con una estrella, considerado el más fácil.
Los primeros 97 kilómetros de recorrido son planos sobre carreteras normales, llegando entre el primer sector de Troisvilles-Inchy que pone picante a la carrera. Durante los próximos 60 kilómetros, hay nueve áreas pavimentadas antes del primer sector de cinco estrellas, el Trouée d'Arenberg, con una longitud de 2.4 kilómetros, con su adoquín en mal estado, disjuntos y no alineados, por lo general este tramo en uno de los más decisivos de la prueba, suele provocar la primera selección en la carrera eliminando a muchos corredores de cara a la victoria final.
A continuación, la ruta gira varias veces alrededor de la comuna de Wallers donde hay otros sectores. Luego la carrera se dirige hacia el norte, cruzando varios corredores de áreas de pavé todas clasificada entre tres o cuatro estrellas, para llegar a la zona de cinco estrellas después de 200 kilómetros en el sector de pavé de Mons-en-Pévèle con una longitud de 3 kilómetros. Al final el pelotón ingresa a los últimos sectores de dificultad de tres y cinco estrellas, como el clásico sector de Carrefour de l'Arbre, donde los ciclistas realizan los últimos ataques en la carrera a 15 kilómetros de la meta, antes de la llegada al Velódromo de Roubaix.
| 29 | 97    | Troisvilles-Inchy                       | 2200 | * · * · *         |
| 28 | 103,5 | Viesly-Quiévy                           | 1800 | * · * · *         |
| 27 | 106   | Quiévy-Saint-Python                     | 3700 | * · * · * · *     |
| 26 | 112,5 | Viesly-Briastre                         | 3000 | * · * · *         |
| 25 | 116   | Briastre-Solesmes                       | 800  | * · *             |
| 24 | 124,5 | Vertain-Saint-Martin-sur-Écaillon       | 2300 | * · * · *         |
| 23 | 134,5 | Verchain-Maugré-Quérénaing              | 1600 | * · * · *         |
| 22 | 137,5 | Quérénaing-Maing                        | 2500 | * · * · *         |
| 21 | 140,5 | Maing-Monchaux-sur-Écaillon             | 1600 | * · * · *         |
| 20 | 153,5 | Haveluy-Wallers                         | 2500 | * · * · * · *     |
| 19 | 161,5 | Trouée d'Arenberg                       | 2400 | * · * · * · * · * |
| 18 | 168   | Wallers-Hélesmes                        | 1600 | * · * · *         |
| 17 | 174,5 | Hornaing-Wandignies-Hamage              | 3700 | * · * · * · *     |
| 16 | 182   | Warlaing-Brillon                        | 2400 | * · * · *         |
| 15 | 185,5 | Tilloy-lez-Marchiennes-Sars-et-Rosières | 2400 | * · * · * · *     |
| 14 | 192   | Beuvry-la-Forêt-Orchies                 | 1400 | * · * · *         |
| 13 | 197   | Orchies                                 | 1700 | * · * · *         |
| 12 | 203   | Auchy-lez-Orchies-Bersée                | 2700 | * · * · * · *     |
| 11 | 208,5 | Mons-en-Pévèle                          | 3000 | * · * · * · * · * |
| 10 | 214,5 | Mérignies-Avelin                        | 700  | * · *             |
| 9  | 218   | Pont-Thibaut-Ennevelin                  | 1400 | * · * · *         |
| 8  | 224   | Moulin-de-Vertain                       | 500  | * · *             |
| 7  | 230,5 | Cysoing-Bourghelles                     | 1300 | * · * · *         |
| 6  | 233   | Bourghelles-Wannehain                   | 1100 | * · * · *         |
| 5  | 237,5 | Camphin-en-Pévèle                       | 1800 | * · * · * · *     |
| 4  | 240   | Carrefour de l'Arbre                    | 2100 | * · * · * · * · * |
| 3  | 242,5 | Gruson                                  | 1100 | * · *             |
| 2  | 249   | Willems-Hem                             | 1400 | * · *             |
| 1  | 256   | Roubaix                                 | 300  | *                 |

## Equipos participantes
Tomaron parte en la carrera 25 equipos: 18 de categoría UCI WorldTour 2017 invitados por la organización; 7 de categoría Profesional Continental. Formando así un pelotón de 200 ciclistas de los que acabaron 102. Los equipos participantes fueron:
| WorldTeams (18)- AG2R La Mondiale - Astana - Bahrain-Merida - BMC Racing Team - Bora-Hansgrohe - Cannondale-Drapac - Dimension Data - FDJ - Katusha-Alpecin - Lotto NL-Jumbo - Lotto-Soudal - Movistar Team - Orica-Scott - Quick-Step Floors - Sky - Team Sunweb - Trek-Segafredo - UAE Team Emirates Equipos continentales profesionales (7)- Cofidis, Solutions Crédits - Delko Marseille Provence KTM - Direct Énergie - Fortuneo-Vital Concept - Roompot-Nederlandse Loterij - Sport Vlaanderen-Baloise - Wanty-Groupe Gobert |
| |

## Clasificaciones finales
- Las clasificaciones finalizaron de la siguiente forma:[7]

### Clasificación general
| \| Clasificación general \| Clasificación general \| Clasificación general \| Clasificación general \| Clasificación general \| \| Ciclista \| Ciclista \| Equipo \| Tiempo \| \| \| --------------------- \| --------------------- \| -------------------------- \| --------------------- \| --------------------- \| \| 1.º \| Greg Van Avermaet \| BMC Racing Team \| 5 h 41 min 07 s \| \| \| 2.º \| Zdeněk Štybar \| Quick-Step Floors \| + 0 s \| \| \| 3.º \| Sebastian Langeveld \| Cannondale-Drapac \| + 0 s \| \| \| 4.º \| Jasper Stuyven \| Trek-Segafredo \| + 0 s \| \| \| 5.º \| Gianni Moscon \| Team Sky \| + 0 s \| \| \| 6.º \| Arnaud Démare \| FDJ \| + 12 s \| \| \| 7.º \| André Greipel \| Lotto-Soudal \| + 12 s \| \| \| 8.º \| Edward Theuns \| Trek-Segafredo \| + 12 s \| \| \| 9.º \| Adrien Petit \| Direct Énergie \| + 12 s \| \| \| 10.º \| John Degenkolb \| Trek-Segafredo \| + 12 s \| \| \| 11.º \| Mathew Hayman \| Orica-Scott \| + 12 s \| \| \| 12.º \| Florian Sénéchal \| Cofidis, Solutions Crédits \| + 12 s \| \| \| 13.º \| Tom Boonen \| Quick-Step Floors \| + 12 s \| \| \| 14.º \| Yoann Offredo \| Wanty-Groupe Gobert \| + 12 s \| \| \| 15.º \| Laurens de Vreese \| Astana \| + 12 s \| \| \| 16.º \| Marcus Burghardt \| Bora-Hansgrohe \| + 12 s \| \| \| 17.º \| Piet Allegaert \| Sport Vlaanderen-Baloise \| + 12 s \| \| \| 18.º \| Nikolas Maes \| Lotto-Soudal \| + 12 s \| \| \| 19.º \| Sylvain Chavanel \| Direct Énergie \| + 12 s \| \| \| 20.º \| Dylan van Baarle \| Cannondale-Drapac \| + 12 s \| \| |                     |                            |                 |
| |                     |                            |                 |
| Fuentes: ProCyclingStats Cycling Quotient Cycling Archives |                     |                            |                 |
| Clasificación general |                     |                            |                 |
| Ciclista | Ciclista            | Equipo                     | Tiempo          |
| 1.º | Greg Van Avermaet   | BMC Racing Team            | 5 h 41 min 07 s |
| 2.º | Zdeněk Štybar       | Quick-Step Floors          | + 0 s           |
| 3.º | Sebastian Langeveld | Cannondale-Drapac          | + 0 s           |
| 4.º | Jasper Stuyven      | Trek-Segafredo             | + 0 s           |
| 5.º | Gianni Moscon       | Team Sky                   | + 0 s           |
| 6.º | Arnaud Démare       | FDJ                        | + 12 s          |
| 7.º | André Greipel       | Lotto-Soudal               | + 12 s          |
| 8.º | Edward Theuns       | Trek-Segafredo             | + 12 s          |
| 9.º | Adrien Petit        | Direct Énergie             | + 12 s          |
| 10.º | John Degenkolb      | Trek-Segafredo             | + 12 s          |
| 11.º | Mathew Hayman       | Orica-Scott                | + 12 s          |
| 12.º | Florian Sénéchal    | Cofidis, Solutions Crédits | + 12 s          |
| 13.º | Tom Boonen          | Quick-Step Floors          | + 12 s          |
| 14.º | Yoann Offredo       | Wanty-Groupe Gobert        | + 12 s          |
| 15.º | Laurens de Vreese   | Astana                     | + 12 s          |
| 16.º | Marcus Burghardt    | Bora-Hansgrohe             | + 12 s          |
| 17.º | Piet Allegaert      | Sport Vlaanderen-Baloise   | + 12 s          |
| 18.º | Nikolas Maes        | Lotto-Soudal               | + 12 s          |
| 19.º | Sylvain Chavanel    | Direct Énergie             | + 12 s          |
| 20.º | Dylan van Baarle    | Cannondale-Drapac          | + 12 s          |

## Ciclistas participantes y posiciones finales
Convenciones:
- AB-N: Abandono en la carrera
- FLT-N: Retiro por llegada fuera del límite de tiempo en la carrera
- NTS-N: No tomó la salida para la carrera
- DES-N: Descalificado o expulsado en la carrera

## UCI World Ranking
La París-Roubaix otorga puntos para el UCI WorldTour 2017 y el UCI World Ranking, este último para corredores de los equipos en las categorías UCI ProTeam, Profesional Continental y Equipos Continentales. Las siguientes tablas son el baremo de puntuación y los corredores que obtuvieron puntos:
| Posición   | 1º  | 2º  | 3º  | 4º  | 5º  | 6º  | 7º  | 8º  | 9º  | 10º |
| Puntuación | 500 | 400 | 325 | 275 | 225 | 175 | 150 | 125 | 100 | 85  |

| 1.º  | Greg Van Avermaet   | BMC Racing        | 500 |
| 2.º  | Zdeněk Štybar       | Quick-Step Floors | 400 |
| 3.º  | Sebastian Langeveld | Cannondale-Drapac | 325 |
| 4.º  | Jasper Stuyven      | Trek-Segafredo    | 275 |
| 5.º  | Gianni Moscon       | Sky               | 225 |
| 6.º  | Arnaud Démare       | FDJ               | 175 |
| 7.º  | André Greipel       | Lotto Soudal      | 150 |
| 8.º  | Edward Theuns       | Trek-Segafredo    | 125 |
| 9.º  | Adrien Petit        | Direct Énergie    | 100 |
| 10.º | John Degenkolb      | Trek-Segafredo    | 85  |